# Souldrop
Souldrop – wieś w Anglii, w hrabstwie ceremonialnym Bedfordshire, w dystrykcie (unitary authority) Bedford. Leży 13 km na północny zachód od centrum miasta Bedford i 86 km na północ od centrum Londynu.